# Tacotalpa, Puebla
Tacotalpa är en ort i Mexiko.   Den ligger i kommunen Hueytamalco och delstaten Puebla, i den sydöstra delen av landet, 200 km öster om huvudstaden Mexico City. Tacotalpa ligger 716 meter över havet och antalet invånare är 404.
Terrängen runt Tacotalpa är lite bergig. Runt Tacotalpa är det ganska tätbefolkat, med 248 invånare per kvadratkilometer. Närmaste större samhälle är Teziutlan, 17,1 km söder om Tacotalpa. I omgivningarna runt Tacotalpa växer huvudsakligen savannskog.